# Scheich Barakat
Scheich Barakat (kurmandschi Şêx Barakat, arabisch أبي البركات بن سحر DMG Abī ʿl-Barakāt ibn Sahr, geboren in Bait Fār bei Baalbek im Libanon, gestorben im Lalisch im Irak) war als Nachfolger von Scheich Adi der zweite Anführer des Adawiyya-Ordens. Er wirkte Ende des 12. Jahrhunderts und gilt als eine heilige Persönlichkeit im Glauben der Jesiden.

## Leben
Scheich Barakat war der Sohn von Scheich Adis Bruder Scheich Sahr und so der Neffe Scheich Adis. Er wurde von Scheich Adi an seinem Sterbebett als sein Nachfolger bestimmt. Nach Scheich Barakats Tod wurde er neben Scheich Adi im Lalisch begraben.
Der Nachfolger von Scheich Barakat war sein Sohn ʿAdī ibn Abī ʿl-Barakāt (der Vater von Hasan ibn Adi und der Großvater von Scharaf ad-Din).

## Verehrung durch die Jesiden
Scheich Barakat verbrachte viele Jahre im Lalisch Tal und die Jesiden verehren ihn für seine Lehren und heiligen Taten. Durch Scheich Barakats Position als Nachfolger seines Onkels Scheich Adi nahm die Anzahl der Jünger und Pilger innerhalb des Adawiyya-Ordens stetig zu, der Orden erblühte zu seiner Zeit.